# Fréville (Senna Marittima)
Fréville è un comune francese di 875 abitanti situato nel dipartimento della Senna Marittima nella regione della Normandia.

## Società

### Evoluzione demografica
Abitanti censiti